# Šumava
Šumava este o arie protejată (arie de protecție specială avifaunistică — SPA) din Republica Cehă întinsă pe o suprafață de 97.492,98 ha, integral pe uscat.

## Localizare
Centrul sitului Šumava este situat la coordonatele 48°55′32″N 13°40′25″E / 48.925556°N 13.673611°E.

## Înființare
Situl Šumava a fost declarat arie de protecție specială avifaunistică în decembrie 2004 pentru a proteja 9 specii de animale.

## Biodiversitate
Situată în ecoregiunea continentală, aria protejată nu include niciun habitat protejat.
La baza desemnării sitului se află mai multe specii protejate de  păsări (9): minunița (Aegolius funereus), cocoșul de mesteacăn (Bonasa bonasia), barză neagră (Ciconia nigra), cristeiul de câmp (Crex crex), ciocănitoare neagră (Dryocopus martius), ciuvică (Glaucidium passerinum), ciocănitoare de munte (Picoides tridactylus), cocoș de mesteacăn (Tetrao tetrix),  cocoș de munte (Tetrao urogallus).